# USS Casablanca (CVE-55)
Авіаносець «Касабланка» (англ. USS Casablanca (CVE-55)) — ескортний авіаносець США часів Другої світової війни, перший корабель однойменної серії.

## Історія створення
Авіаносець був закладений 3 листопада 1942 року на верфі Kaiser Shipyards у Ванкувері під ім'ям Ameer і початково призначався для ВМС Великої Британії, але 23 січня 1943 року був перепризначений для ВМС США та перейменований на Alazon Вау. 3 квітня 1943 року корабель знову змінив назву, цього разу на Casablanca, на честь однойменного міста в Марокко, поблизу якого в морській битві у листопаді 1942 року американський флот здобув перемогу над нацистським флотом.
Корабель був спущений на воду 5 квітня 1943 року, вступив у стрій 8 липня 1943 року.

## Історія служби
Після вступу у стрій корабель до серпня 1944 року використовувався як навчальний авіаносець для підготовки льотчиків морської авіації.
З серпня 1944 року авіаносець використовувався як транспортний корабель, доставляючи льотчиків та моряків, а також літаки, паливо і боєприпаси на тихоокеанський ТВД.
Після закінчення війни авіаносець використовувався для повернення американських солдатів та моряків на батьківщину (операція «Magic Carpet»).
10 червня 1946 року авіаносець «Касабланка» був виключений зі складу флоту і 23 квітня 1947 року проданий на злам.